# Rząd Ylliego Bufiego
Rząd Ylliego Bufiego – rząd Albanii od 5 czerwca 1991 do 6 grudnia 1991.

## Skład rządu
| #  | Funkcja                                         | Portret | Imię i nazwisko             | Kadencja        | Kadencja        | Partia polityczna | Partia polityczna                  |
| #  | Funkcja                                         | Portret | Imię i nazwisko             | Od              | Do              | Partia polityczna | Partia polityczna                  |
| -- | ----------------------------------------------- | ------- | --------------------------- | --------------- | --------------- | ----------------- | ---------------------------------- |
| 1  | Premier                                         |         | Ylli Bufi (1948–)           | 5 czerwca 1991  | 6 grudnia 1991  |                   | Socjalistyczna Partia Albanii      |
| 2  | Wicepremier                                     |         | Gramoz Pashko (1955–2006)   | 11 czerwca 1991 | 6 grudnia 1991  |                   | Demokratyczna Partia Albanii       |
| 2  | Wicepremier                                     |         | Zyhdi Pepa                  | 11 czerwca 1991 | 6 grudnia 1991  |                   | Socjalistyczna Partia Albanii      |
| 3  | Minister obrony                                 |         | Perikli Teta (1941–2007)    | 11 czerwca 1991 | 6 grudnia 1991  |                   | Demokratyczna Partia Albanii       |
| 4  | Minister spraw zagranicznych                    |         | Muhamet Kapllani            | 11 czerwca 1991 | 6 grudnia 1991  |                   | Socjalistyczna Partia Albanii      |
| 5  | Minister sprawiedliwości                        |         | Shefqet Muçi                | 11 czerwca 1991 | 6 grudnia 1991  |                   | Socjaldemokratyczna Partia Albanii |
| 6  | Minister finansów                               |         | Genci Rudi                  | 11 czerwca 1991 | 6 grudnia 1991  |                   | Demokratyczna Partia Albanii       |
| 7  | Minister gospodarki                             |         | Gramoz Pashko (1955–2006)   | 11 czerwca 1991 | 6 grudnia 1991  |                   | Demokratyczna Partia Albanii       |
| 8  | Minister górnictwa i energii                    |         | Drini Mezini                | 11 czerwca 1991 | 6 grudnia 1991  |                   | Socjalistyczna Partia Albanii      |
| 9  | Minister rolnictwa                              |         | Nexhmedin Dumani            | 11 czerwca 1991 | 6 grudnia 1991  |                   | Socjalistyczna Partia Albanii      |
| 10 | Minister przemysłu                              |         | Jorgan Misja                | 11 czerwca 1991 | 6 grudnia 1991  |                   | Demokratyczna Partia Albanii       |
| 11 | Minister ds. żywności                           |         | Vilson Ahmeti (1951–)       | 11 czerwca 1991 | 6 grudnia 1991  |                   | bezpartyjny                        |
| 12 | Minister stosunków gospodarczych z zagranicą    |         | Fatos Nano (1952–)          | 11 czerwca 1991 | 17 czerwca 1991 |                   | Socjalistyczna Partia Albanii      |
| 12 | Minister stosunków gospodarczych z zagranicą    |         | Ylli Çabiri                 | 17 czerwca 1991 | 6 grudnia 1991  |                   | Socjalistyczna Partia Albanii      |
| 13 | Minister edukacji                               |         | Maqo Lakrori (1948–)        | 11 czerwca 1991 | 6 grudnia 1991  |                   | Socjalistyczna Partia Albanii      |
| 14 | Minister porządku publicznego                   |         | Bajram Yzeri                | 11 czerwca 1991 | 6 grudnia 1991  |                   | Socjalistyczna Partia Albanii      |
| 15 | Minister zdrowia                                |         | Sabit Brokaj (1942–)        | 11 czerwca 1991 | 6 grudnia 1991  |                   | Socjalistyczna Partia Albanii      |
| 16 | Minister handlu wewnętrznego                    |         | Agim Mero                   | 11 czerwca 1991 | 6 grudnia 1991  |                   | Demokratyczna Partia Albanii       |
| 17 | Minister budownictwa                            |         | Emin Musliu                 | 11 czerwca 1991 | 6 grudnia 1991  |                   | Demokratyczna Partia Albanii       |
| 18 | Minister transportu                             |         | Fatos Bitincka              | 11 czerwca 1991 | 6 grudnia 1991  |                   | Republikańska Partia Albanii       |
| 19 | Minister kultury, młodzieży i sportu            |         | Preç Zogaj (1957–)          | 11 czerwca 1991 | 6 grudnia 1991  |                   | Demokratyczna Partia Albanii       |
| 20 | Sekretarz stanu ds. gospodarki                  |         | Leontjev Çuci               | 11 czerwca 1991 | 6 grudnia 1991  |                   | Socjalistyczna Partia Albanii      |
| 21 | Sekretarz stanu ds. rolnictwa                   |         | Resmi Osmani (1940–)        | 11 czerwca 1991 | 6 grudnia 1991  |                   | Partia Agrarna                     |
| 22 | Sekretarz stanu ds. edukacji                    |         | Paskal Milo (1949–)         | 11 czerwca 1991 | 6 grudnia 1991  |                   | Socjaldemokratyczna Partia Albanii |
| 23 | Przewodniczący Państwowej Komisji Rewizyjnej    |         | Alfred Karamuço (1943–2012) | 11 czerwca 1991 | 6 grudnia 1991  |                   | Republikańska Partia Albanii       |
| 24 | Przewodniczący Komitetu ds. Nauki i Technologii |         | Petrit Skënde               | 11 czerwca 1991 | 6 grudnia 1991  |                   | bezpartyjny                        |
| 25 | Sekretarz generalny                             |         | Teodor Kareco               | 17 czerwca 1991 | 6 grudnia 1991  |                   | Republikańska Partia Albanii       |